# Karl George
Karl Curtis George (* 6. April 1913 in St. Louis; † 1978) war ein US-amerikanischer Jazztrompeter.
Karl George spielte zu Beginn seiner Musikerkarriere 1933 bei den McKinney’s Cotton Pickers und Cecil Lee. Im Verlauf der 1930er Jahre gehörte er dann dem Jeter-Pillars Orchestra an und schließlich den Orchestern von Teddy Wilson (1939–40) und Lionel Hampton (1941/42, zu hören bei „In the Bag“). 1942/43 diente er in der US-Army; danach zog er nach Kalifornien, wo er bei Stan Kenton (1943), Benny Carter (1944), Count Basie (1945) und Happy Johnson (1946) arbeitete.
Für Plattenaufnahmen für das Label Melodisc leitete er 1945/46 in Los Angeles ein eigenes Oktett, in dem u. a. Bill Doggett, Freddie Green, Buddy Tate, J. J. Johnson, John Simmons und Lucky Thompson spielten; es entstanden die Singles „Baby It's Up to You“ und „Grand Slam“. Außerdem wirkte George in dieser Zeit noch bei Aufnahme-Sessions von Bob Mosley, Ivie Anderson, des Oktetts von Charles Mingus (Mai 1946), Slim Gaillard and His Boogiereeneers, Oscar Pettiford, Dinah Washington/Lucky Thompson mit. Ende der 1940er Jahre zog sich George krankheitsbedingt aus der Musikszene zurück. Seine Spielweise erinnert nach Ansicht von Erik Wiedemann an Harry Sweets Edison.

## Diskographische Hinweise
- Charles Mingus: West Coast: 1945–1949 (Uptown) (Baron Mingus and His Octet)
- Slim Gaillard 1945 (Classics)
- Dinah Washington with Lucky Thompson All-Stars: Mellow Mama (Delmark Records, 1945)

## Lexikalischer Eintrag
- Richard Cook, Brian Morton: The Penguin Guide to Jazz Recordings. 8. Auflage. Penguin, London 2006, ISBN 0-14-102327-9.
- Leonard Feather, Ira Gitler: The Biographical Encyclopedia of Jazz. Oxford University Press, New York 1999, ISBN 0-19-532000-X.
- John Jörgensen, Erik Wiedemann: Jazzlexikon, München, Mosaik, 1967

| Personendaten    | Personendaten                            |
| ---------------- | ---------------------------------------- |
| NAME             | George, Karl                             |
| ALTERNATIVNAMEN  | George, Karl Curtis (vollständiger Name) |
| KURZBESCHREIBUNG | US-amerikanischer Jazztrompeter          |
| GEBURTSDATUM     | 6. April 1913                            |
| GEBURTSORT       | St. Louis (Missouri)                     |
| STERBEDATUM      | 1978                                     |